# Jefe ejecutivo de Hong Kong
El jefe ejecutivo de Hong Kong (en chino simplificado, 香港行政長官) es un cargo ejercido por el presidente de Consejo Ejecutivo de Hong Kong y del Gobierno de la Región Administrativa Especial de Hong Kong. El cargo fue creado el 1 de julio de 1997 para reemplazar al de gobernador de Hong Kong, tras la transferencia de soberanía, quien tenía a su cargo el gobierno hongkonés durante la administración británica.
El actual jefe ejecutivo de Hong Kong es John Lee Ka-chiu.
| N.° | Retrato | Inicio de mandato   | Final de mandato    | Duración                   | Jefe ejecutivo   | Partido político | Notas                                                                         |
| --- | ------- | ------------------- | ------------------- | -------------------------- | ---------------- | ---------------- | ----------------------------------------------------------------------------- |
| 1   |         | 1 de julio de 1997  | 12 de marzo de 2005 | 20 años y 13 días          | Tung Chee-hwa    | Independiente    | Primer jefe ejecutivo luego de la transferencia a la República Popular China. |
| 2   |         | 13 de marzo de 2005 | 24 de mayo de 2005  | 19 años, 10 meses y 1 día  | Donald Tsang     | Independiente    | Interinato por renuncia de Tung Chee-hwa.                                     |
| 3   |         | 24 de mayo de 2005  | 21 de junio de 2005 | 19 años, 9 meses y 4 días  | Henry Tang       | Independiente    | Interino.                                                                     |
| 4   |         | 21 de junio de 2005 | 30 de junio de 2012 | 12 años, 8 meses y 25 días | Donald Tsang     | Independiente    |                                                                               |
| 5   |         | 1 de julio de 2012  | 30 de junio de 2017 | 7 años, 8 meses y 25 días  | Leung Chun-ying  | Independiente    |                                                                               |
| 6   |         | 1 de julio de 2017  | 30 de junio de 2022 | 2 años, 8 meses y 25 días  | Carrie Lam       | Independiente    |                                                                               |
| 7   |         | 1 de julio de 2022  | Actualidad          | 2 años, 8 meses y 24 días  | John Lee Ka-chiu | Independiente    |                                                                               |